# Dick Higgins
Dick Higgins (Cambridge, 15 maart 1938 – Quebec, 25 oktober 1998) was een experimenteel kunstenaar en een van de medeoprichters van Fluxus. Zijn werk bestrijkt veel gebieden, waaronder schilderkunst, performance, dichtkunst, happening, film, typografie en boekdrukkunst. Hij was de bedenker van de term intermedia. 
Net als sommige andere Fluxus kunstenaars studeerde Higgins compositieleer bij John Cage. In 1960 trouwde hij met de kunstenares Alison Knowles.  
In 1963 richtte hij een uitgeverij op met de naam Something Else Press. Deze uitgeverij publiceerde vele teksten van kunstenaars als Gertrude Stein, George Brecht, Daniel Spoerri, Bern Porter, Ray Johnson, Ken Friedman, en anderen. Zijn dochter Hannah Higgins is de auteur van "The Fluxus Experience", wat als een standaardwerk over de Fluxusbeweging gezien wordt. 
Voor zijn interdisciplinaire activiteiten als beeldend en dichtend kunstenaar bedacht Higgins het woord "intermedia" en beschreef in 1965 de betekenis ervan in een essay met dezelfde naam. Tot zijn meest interessante bijdragen behoren "Danger Music" composities. Hij behoorde rond 1965 tot de eersten die het gebruik van computers introduceerden als gereedschap om kunst mee te vervaardigen. 
Higgins publiceerde vierenzeventig boeken, waaronder een vertaling van een tekst van Giordano Bruno (On  the Composition of Signs and Images) die als een vroege verhandeling over multimedia gezien kan worden. 
The Book of Love & War & Death uit 1972 is een gedicht dat een heel boek beslaat, 
en een van de eerste door een computer gegenereerde teksten. In het voorwoord beschrijft Higgins hoe hij een programma schreef om de zinnen van een van de coupletten van het gedicht op toevallige wijze door elkaar te husselen. 
In de in 1976 verschenen bloemlezing A Dialectic of Centuries: Notes towards a Theory of the New Arts zijn vele van zijn theoretische werken en essays verzameld.
Hij overleed in Quebec, Canada aan een hartaanval. 